# 1955 코파 델 헤네랄리시모 결승전
1955 코파 델 헤네랄리시모 결승전(스페인어: La Final de la Copa del Generalísimo de 1955)은 현재 코파 델 레이로 알려진 스페인 컵대회의 51번째 결승전이다. 이 경기는 1955년 6월 5일, 마드리드의 산티아고 베르나베우에서 열렸고, 아틀레티코 빌바오가 세비야를 1-0로 이기고 우승을 거두었다.

## 상세 경기 정보
| 아틀레티코 빌바오 | 1–0               | 세비야 |
| ----------------- | ----------------- | ------ |
| 우리베 70′        | 리포트 (스페인어) |        |

| 아틀레티코 빌바오:  |    |                        |
|                     |    |                        |
| GK                  | 1  | 카르멜로 세드룬        |
| DF                  | 2  | 호세 오루에            |
| DF                  | 3  | 헤수스 가라이          |
| DF                  | 4  | 호세 아르테체          |
| MF                  | 5  | 호세 마리아 마구레기   |
| MF                  | 6  | 마우리                 |
| FW                  | 7  | 이그나시오 아스카라테  |
| FW                  | 8  | 펠릭스 마르카이다      |
| FW                  | 9  | 에네코 아리에타        |
| FW                  | 10 | 이그나시오 우리베      |
| FW                  | 11 | 아구스틴 가인사 (주장) |
| 감독:               |    |                        |
| 페르디난트 다우치크 |    |                        |

| 세비야:         |    |                           |
|                 |    |                           |
| GK              | 1  | 호세 마리아 부스토 (주장) |
| DF              | 2  | 페르난도 기야몬           |
| DF              | 3  | 마르셀리노 캄파날         |
| DF              | 4  | 안토니오 발레로           |
| MF              | 5  | 페핀                      |
| MF              | 6  | 엔리케                    |
| FW              | 7  | 리스                      |
| FW              | 8  | 후안 아르사               |
| FW              | 9  | 키로                      |
| FW              | 10 | 도메네츠                  |
| FW              | 11 | 로렌                      |
| 감독:           |    |                           |
| 엘레니오 에레라 |    |                           |